# Latrunculine
Les latrunculines sont une famille de toxines produite par certaines éponges comme celles des genres Latrunculia et Negombata. Elles se lient aux monomères d'actine et empêchent leur polymérisation en filaments. Leur injection in vitro permet la dépolymérisation des filaments d'actine du cytosquelette.
Les effets à court terme de la latrunculine B sont semblables à ceux de la latrunculine A bien que la latrunculine B soit moins puissante. Cependant, la latrunculine B est progressivement inactivée par le sérum, de sorte que les changements induits sont transitoires en présence continue du composé. Pour cette raison, la latrunculine B peut avoir moins d'effets indésirables que latrunculine A et peut être préférée pour les études à court terme.

## Latrunculines
| Nom            | Autre nom | Structure | Numéro CAS  | CID PubChem | Formule brute | Masse molaire   |
| -------------- | --- | --------- | ----------- | ----------- | ------------- | --------------- |
| latrunculine A | (4R)-[(1R,4Z,8E,10Z,12S,15R,17R)-17-hydroxy-5,12-diméthyl-3-oxo-2,16-dioxabicyclo[13.3.1]nonadéca-4,8,10-trién-17-yl]thiazolidin-2-one |           | 76343-93-6  | 445420      | C22H31NO5S    | 421,55 g.mol−1  |
| latrunculine B | |           | 76343-94-7  | 6436219     | C20H29NO5S    | 395,513 g.mol−1 |
| latrunculine C | |           | 76376-32-4  | 44589658    | C20H31NO5S    | 397,53 g.mol−1  |
| latrunculine D | 11-méthyléther-latrunculine-C-15-cétone                                                                                                |           | 98155-17-0  |             | C21H31NO5S    | 409,54 g.mol−1  |
| latrunculine G | N-(hydroxyméthyl)-latrunculine A |           | 122876-69-1 |             | C23H33NO6S    | 451,58 g.mol−1  |
| latrunculine H | N-(hydroxyméthyl)-latrunculine B |           | 122876-74-8 |             | C21H31NO6S    | 425,54 g.mol−1  |
| latrunculine M | |           | 122876-49-7 | 6442448     | C21H33NO5S    | 411,56 g.mol−1  |
| latrunculine S | |           | 175992-99-1 | 10093792    | C22H33NO5S    | 423,57 g.mol−1  |
| latrunculine T | |           | 877381-96-9 | 15939613    | C20H27NO5S    | 393,50 g.mol−1  |